# Hi-Tech Bangkok City
Hi-Tech Bangkok City, trước đây được biết đến là Thailand Tigers, Chang Thailand Slammers, và Sports Rev Thailand Slammers là một câu lạc bộ bóng rổ chuyên nghiệp có trụ sở tại Bangkok, Thái Lan, hiện đang thi đấu tại ASEAN Basketball League.
Hi-Tech Bangkok City thi đấu sân nhà tại Nhà thi đấu Thái-Nhật ở Bangkok.

Biểu trưng của Sports Rev Thailand Slammers.

## Danh hiệu
- 2× vô địch ABL (2010–11, 2014)

## Đội hình
Lưu ý: Quốc kỳ cho đội tuyển quốc gia được xác định tại quy chuẩn FIBA. Các cầu thủ có quốc tịch không thuộc FIBA sẽ không được hiển thị.

## Các cầu thủ nổi bật

### Cầu thủ nội
- Piyapong Piroon
- Attaporn Lertmalaiporn
- Kannawat Lertlaokul
- Sukdave Gougar
- Montien Wongsawangtum
- Wattana Suttisin
- Bandit Lakhan
- Nakorn Jaisanuk
- Wutipong Dasom

### Cầu thủ ngoại
| - Chris Kuete - Jason Dixon - Ardy Larong - Abby Santos - Boyet Bautista - Ricky Ricafuente - Chester Tolomia - Devon Sullivan - Calvin Williams - Justin Howard - Michael Earl - Darrius Brannon - Patrick Cabahug - Steven Thomas | - Rex Leynes - Alex Angeles - JP Alcaraz - DeAndre Thomas - Chris Garnett - Kenneth Walker - Ike Nwankwo - Chaz Twan Briggs - Froilan Baguion - Jonathan Fernandez - Chris Charles - Luis "Tonino" Gonzaga - Jeric Canada |

## Huấn luyện viên
- Chuck Davisson /  Mawinporn Soonphonthont (2009–10)
- Raha Mortel /  Tongkiat Singasene (2010–11)
- Manit Niyomyindee /  Felton Sealey (2012)
- Joe Bryant (2013)
- Raha Mortel /  Jing Ruiz (2014–nay)